# Висарион Костурски
Висарион (на гръцки: Βησσαρίων) е православен духовник от XVI век, костурски митрополит на Охридската архиепископия.

## Биография
Висарион оглавява костурската катедра в XVI век. Датировката на управлението му в Костур е определна от кондиката на Костурската митрополия, където се подписва като костурски митрополит на 28 февруари 1577 година.